# Yakuza 2
Yakuza 2 (jap. 龍が如く2, Ryū ga Gotoku 2) ist ein 2006 zunächst in Japan erschienenes Computerspiel und der Nachfolger von Yakuza. Das Action-Adventure von Sega wurde im Westen im September 2008 veröffentlicht und erwies sich aufgrund seiner späten Veröffentlichung sowie seiner Nischenthematik als ein kommerzieller Fehlschlag. In Japan dagegen war das Spiel mit 500.000 verkauften Einheiten ein Erfolg.
2009 wurde die Serie mit Yakuza 3 fortgesetzt.

## Handlung
Nachdem Kazuma Kiryu auf den Vorsitz des Tojo-Clans verzichtete, wollte er eigentlich mit Haruka Sawamura, der Tochter seiner Jugendliebe Yumi, ein friedliches, normales Leben führen. Doch seine Vergangenheit sollte ihn ein Jahr später einholen.
Als Haruka und er die Gräber von Yumi, Akira „Nishiki“ Nishikiyama und Shintaro Kazama besuchen, trifft Kazuma auf Yukio Terada, den er zum neuen Vorsitzenden des Tojo-Clans ernannt hat. Dieser bittet Kazuma um Hilfe. Das Verhältnis zwischen dem immer noch angeschlagenen Tojo-Clan und der einflussreichen Omi-Familie (die zuvor Nishikis Machtstreben unterstützt hat) ist aufs Äußerste gespannt. Da Terada früher selbst ein Mitglied der Omi war, wird er von ihr nicht respektiert, weshalb ein baldiger Krieg zwischen den Clans immer wahrscheinlicher wird. Plötzlich erscheinen Omi-Attentäter auf dem Friedhof, erschießen Terada und wollen auch Kazuma töten, werden von diesem aber überwältigt. Um ihre Sicherheit zu gewährleisten, wird Hakura vorerst wieder im Sunflower-Waisenhaus untergebracht, während sich Kazuma im Namen des Tojo-Clans nach Ōsaka begibt, um das Schlimmste zu verhindern.

## Gameplay
Das Gameplay entspricht prinzipiell dem des Vorgängers: in einer beschränkt interaktiven, offenen Spielwelt wechseln sich Adventure-Elemente mit Faustkämpfen ab.
Neu ist allerdings der Wechsel des Schauplatzes. Spielte der erste Teil noch ausschließlich in der fiktiven  tokioter Großstadt Kamurocho, dürfen diesmal zusätzlich die beiden ebenso fiktiven Metropolen Ōsakas, Sōtenbori (gestaltet nach Vorbild von Dōtonbori) und Shinseicho (gestaltet nach Vorbild von Shinsekai) besucht und erkundet werden. Dementsprechend wurden das Spektrum der aus dem ersten Yakuza bekannten und beliebten Minispiele erweitert, ferner bieten die in Ōsaka gelegenen Städte zusätzliche Lokale, Clubs und Kabaretts mit neuen Hostessen.

## Probleme der jap. Erstauflage
In Japan erschien Yakuza 2 ursprünglich auf zwei regulären DVD-ROMs. Durch die Teilung der Spieldateien schlich sich jedoch ein schwerwiegender Fehler ein, der ein Durchspielen durch Korrumpieren der Spielstände unmöglich machen konnte.
Alle späteren Neuauflagen (in der PlayStation２ the Best-Serie) wurden, wie die westlichen Veröffentlichungen, auf einer doppelschichtigen DVD-ROM ausgeliefert, was den Fehler effektiv beseitigte.